# Alexandre Ramagem
Alexandre Ramagem Rodrigues ComMM (Rio de Janeiro, 8 de maio de 1972) é um delegado de polícia e político brasileiro, filiado ao Partido Liberal (PL). Foi diretor-geral da Agência Brasileira de Inteligência (ABIN) durante o governo Jair Bolsonaro e atualmente é deputado federal pelo Rio de Janeiro. 
Ramagem foi nomeado diretor-geral da Polícia Federal pelo presidente Bolsonaro, mas, após decisão do ministro Alexandre de Moraes do Supremo Tribunal Federal (STF), que suspendeu a nomeação, esta e a exoneração do cargo na ABIN foram tornadas sem efeito.
Nas eleições de 2022, foi eleito deputado federal, com 59 170 votos.[carece de fontes?]

## Biografia
Graduado em Direito pela Pontifícia Universidade Católica do Rio de Janeiro (PUC-Rio), ingressou no Departamento de Polícia Federal em 2005, onde comandou as divisões de Administração de Recursos Humanos e de Estudos, Legislações e Pareceres (2016 e 2017). Com larga experiência em investigações contra o tráfico de drogas, atuou na área de coordenação de eventos como a Copa do Mundo de 2014, a Olimpíada de 2016 e a Rio+20, Conferência das Nações Unidas sobre o Meio Ambiente  e fez parte da equipe da Lava-Jato no Rio de Janeiro.
Em outubro de 2007, o delegado Alexandre comandou a Operação Metástase, que prendeu 32 pessoas suspeitas de fraudar licitações públicas da Fundação Nacional de Saúde (Funasa). Em entrevista, o delegado explicou que foram diversas as formas de fraude praticadas, desde editais que não eram devidamente publicizados, passando por preços acima do mercado e até acordos por fora para definir o vencedor da licitação (que repartia o lucro com o resto da organização criminosa). As fraudes englobavam contratos da Funasa nas áreas da saúde indígena, saneamento básico, compras de medicamentos e transporte aéreo. A PF descobriu que o dinheiro desviado pelas fraudes vinha de emendas orçamentárias da bancada de Roraima no Congresso; segundo Ramagem, no entanto, não havia evidências que os parlamentares soubessem dos crimes.
Alexandre foi o delegado coordenador das eleições de 2010 em Roraima. Segundo entrevista à Folha de S.Paulo, mais de cem crimes eleitorais foram denunciados naquela eleição, incluindo duas pessoas apreendidas por compra de voto com santinhos de candidatos e dinheiro vivo. Depois da eleição, a Folha também denunciou uma espécie de feira aberta para a compra de votos que acontecia na periferia de Boa Vista. Ramagem explicou que, sendo o colégio eleitoral de Roraima o menor do país, "a parte financeira faz realmente a diferença".
Em novembro de 2017, a PF deflagrou a Operação Cadeia Velha, uma ramificação da operação Lava Jato no estado do Rio de Janeiro. A operação investigava uma organização criminosa liderada pelo ex-governador Sérgio Cabral. Comentando a operação, Alexandre declarou: "Constata-se que o Poder Executivo, o Legislativo e o Tribunal de Contas, que deveriam ser autônomos, com dever de fiscalização recíproca, na realidade estão estruturados em flagrante organização criminosa com o fim de garantir contínuo desvio de recursos públicos e lavagem de capitais".
Ramagem chefiou a equipe de segurança do presidente Jair Bolsonaro após a vitória do candidato no 2º turno das eleição presidencial de 2018, sendo nomeado somente após a apuração final das eleições, que declarou Bolsonaro vitorioso na disputa. Em março de 2019, foi nomeado assessor da Secretaria de Governo, função na qual permaneceu até junho de 2019.

### ABIN
Em julho de 2019, o delegado Ramagem foi nomeado Diretor-Geral da Agência Brasileira de Inteligência. No cargo, entre outras atribuições, Alexandre era responsável por coordenar as atividades de inteligência no âmbito do Sistema Brasileiro de Inteligência e assistir o Ministro-Chefe do Gabinete de Segurança Institucional da Presidência da República, ao qual a agência é vinculada.
Na sua liderança da Abin, a agência assinou um acordo de cooperação com o Tribunal de Justiça de Minas Gerais. A autarquia se comprometia a ajudar o tribunal a criar um "Núcleo de Inteligência", além de disponibilizar seus cursos aos juízes e servidores; em troca, o tribunal disponibilizaria seu banco de dados de processos judiciais com a agência, com exceção dos processos em segredo de justiça.

### Indicação a Diretoria da PF
Em 24 de abril de 2020, o presidente Bolsonaro resolveu demitir o diretor-geral da PF, Maurício Valeixo, decisão que gerou uma crise no governo. Sergio Moro, o então ministro da Justiça, viu-se surpreso com a demissão e pediu exoneração do cargo. Ao sair, Moro denunciou à imprensa que a troca se deu por preocupação de Bolsonaro com inquéritos da PF. No domingo, dia 26, a Associação Nacional dos Delegados da Polícia Federal (ADPF) mandou uma carta aberta ao presidente revelando preocupação com o futuro da organização. Os delegados denunciavam a "crise de confiança" causada pelos eventos recentes, tanto para a sociedade quanto para a própria polícia, e que impunham ao próximo diretor o desafio de mostrar independência.
A chamada "ala ideológica" do governo já era favorável a indicação de Ramagem. Bolsonaro oficialmente o nomeou para o cargo em 24 de abril.
Sua nomeação foi bem recebida pelos delegados. Ainda na terça, a ADPF publicou nota reconhecendo a "qualificação técnica para o exercício do cargo" do novo chefe e desejando-o "uma administração profícua". "Certamente, o novo diretor-geral poderá contar com o apoio dos seus pares e da Associação em tudo que fortalecer e proteger o órgão", garantiam os delegados na nota.
O Partido Democrático Trabalhista (PDT) ajuizou um mandado de segurança no Supremo Tribunal Federal (STF) pedindo a suspensão liminar da nomeação, já que o presidente Bolsonaro teria agido com abuso de poder por desvio de finalidade. O partido baseou-se nas denúncias de Moro, acusando o presidente de promover um "aparelhamento particular" no órgão com a nomeação. O Partido Socialismo e Liberdade (PSOL) também havia entrando com um processo na Justiça. Em ação popular, o partido argumentava que a nomeação feria o princípio da moralidade administrativa, já que Ramagem era amigo de Carlos Bolsonaro, investigado pela PF por um suposto esquema de fake news, e que potencialmente atrapalharia as investigações. A ação do PSOL seria posteriormente extinta sem julgamento do mérito. Além, o partido Rede Sustentabilidade também ajuizou uma ação, uma arguição de descumprimento de preceito fundamental (ADPF). O ministro Marco Aurélio posteriormente negaria essa ação, entendendo que a ADPF não se adequava para esse tipo de caso.
No dia 29 de abril, data em que estava marcada a posse de Ramagem, o STF aceitou o pedido liminar do PDT e suspendeu a nomeação. Na decisão, o ministro Alexandre de Moraes reconheceu os amplos poderes da presidência e que não cabia ao poder judiciário "moldar subjetivamente a Administração Pública", mas entendeu também que "a constitucionalização das normas básicas do Direito Administrativo permite ao Judiciário impedir que o Executivo molde a Administração Pública em discordância a seus princípios e preceitos constitucionais básicos".
Moraes citou uma coletiva de imprensa no dia em que Moro se demitiu, na qual Bolsonaro reclama da falta de acesso à PF e disse precisar "todo dia ter um relatório do que aconteceu, em especial nas últimas vinte e quatro horas". O ministro ressaltou então que "a Polícia Federal não é órgão de inteligência da Presidência da República".
Em primeiro momento, a Advocacia-Geral da União (AGU) acatou a decisão, mas Bolsonaro os desautorizou e ordenou que recorressem do julgado: "Quem manda sou eu e eu quero o Ramagem lá", disse o presidente. Como a decisão era monocrática, a AGU podia recorrer com Moraes ou levar o caso ao Plenário do Supremo; haviam dúvidas também se a decisão já não estava "prejudicada" com a revogação do decreto, já que o objeto em controvérsia não era mais válido.
Em 4 de maio, o presidente Bolsonaro nomeou Rolando Alexandre de Souza para o cargo de diretor-geral. Rolando era secretário de Planejamento da Abin e "braço direito" de Ramagem, que o havia indicado em 2019.
A volta de Alexandre Ramagem para a Abin ainda seria contestada. Os deputados federais Alessandro Molon (Partido Socialista Brasileiro-RJ), Camilo Capiberibe (PSB-AP) e o senador Randolfe Rodrigues (Rede-AP) entraram com outra ação no STF, questionando a recondução de Ramagem sem uma nova sabatina do Senado. Julgado em 6 de julho, também pelo ministro Alexandre de Moraes, o STF permitiu a recondução e negou o pedido. Segundo o ministro, o ato questionado (que tornou sem efeito a nomeação para a PF e ao mesmo invalidou a exoneração da Abin) estava perfeitamente dentro do poder de autotutela do presidente da República.

### Candidatura a deputado
| Ano  | Partido | Cargo            | Votos  | %     | Resultado | Ref    |
| ---- | ------- | ---------------- | ------ | ----- | --------- | ------ |
| 2022 | PL      | Deputado federal | 59 170 | 0,68% | Eleito    | [ 37 ] |

Alexandre Ramagem se manteve na direção da ABIN até 30 de abril de 2022, quando se exonerou para se candidatar, pela primeira vez, a um cargo legislativo.
Em 2 de outubro de 2022, Ramagem foi eleito deputado federal, pelo Partido Liberal (PL) para representar o Estado do Rio de Janeiro, com 59 170 votos.

### ABIN Paralela
Já em dezembro de 2019 a então deputada Joice afirmou ter ouvido falar sobre uma "Abin paralela". Segundo seu depoimento à CPMI das Fake News, foi Carlos Bolsonaro quem teria tomado a iniciativa para criar a estrutura paralela, e também que teria sido ele quem havia indicado Ramagem para a chefia da Abin.
Em 2024, a Procuradoria-Geral da República viu indícios de que Alexandre Ramagem, enquanto diretor da Abin, teria se corrompido para evitar a divulgação de informações sobre o uso do software de espionagem First Mile durante sua gestão no órgão, passando a ser investigado pela Operação Última Milha, da Polícia Federal. No dia 25 de janeiro foi deflagrada a Operação Vigilância Aproximada, como desdobramento da Última Milha, tendo Alexandre Ramagem como um dos alvos de busca e apreensão.
Paulo Gonet, o procurador-geral, apontou o indício de pelo menos dez crimes cometidos durante a gestão de Ramagem.
Um relatório encontrado pela PF buscava encontrar vínculos entre o ministro Alexandre e o ministro Gilmar Mendes com o Primeiro Comando da Capital.
Após as operações da PF, Ramagem foi excluído do grupo de Whatsapp da oposição e do PL no Congresso. Mesmo com as investigações, Ramagem continua sendo o principal candidato do PL à prefeitura do Rio de Janeiro na eleição de 2024.
Em 12 de julho de 2024, Ramagem publicou em rede social nota em que nega as irregularidades apontadas em relatório da Polícia Federal durante sua gestão na Agência Brasileira de Inteligência (Abin), no governo Jair Bolsonaro. A declaração de Ramagem foi um dia depois de uma nova fase da operação Última Milha, deflagrada pela Polícia Federal.
Em 17 de julho, durante o interrogatório da Polícia Federal (PF) realizado no Rio de Janeiro, Ramagem negou ter conhecimento sobre a existência de um esquema paralelo de espionagem contra políticos e jornalistas.

### Candidatura à Prefeitura do Rio de Janeiro
Em 22 de julho de 2024, o Partido Liberal oficializou a candidatura de Alexandre Ramagem à Prefeitura do Rio do Janeiro. O anúncio foi feito em convenção na sede do partido, no Centro da capital, em reunião fechada.

### Indiciamento por tentativa de golpe
Em 21 de novembro de 2024, Ramagem foi indiciado junto de Jair Bolsonaro e ex-integrantes de seu governo por abolição violenta do estado democrático de direito, golpe de estado e organização criminosa.

## Vida pessoal
Alexandre Ramagem é casado com Rebeca Teixeira Ramagem Rodrigues, nascida em Fortaleza (CE), ex-delegada civil de Roraima e atual procuradora.

## Desempenho eleitoral
| Ano  | Eleição                     | Partido | Cargo            | Votos   | %      | Resultado  | Ref    |
| ---- | --------------------------- | ------- | ---------------- | ------- | ------ | ---------- | ------ |
| 2022 | Estaduais no Rio de Janeiro | PL      | Deputado federal | 59.170  | 0,68%  | Eleito     | [ 56 ] |
| 2024 | Municipal do Rio de Janeiro | PL      | Prefeito         | 948.631 | 30,81% | Não eleito | [ 57 ] |